# Lista regilor Spartei
Potrivit constituției Spartei regatul era condus simultan de doi regi provenind din cel două familii domnitoare: Agiazii și Eurypontizii.

## Familia Agiazilor
- Agesiliasos I (815-785 î.Hr.)
- Archilaos (785-760 î.Hr.)
- Teleclos (760-740 î.Hr.)
- Alcmenes (740-700 î.Hr.)
- Polydoros (700-665 î.Hr.)
- Eurycrates (665-640 î.Hr.)
- Anaxander (640-615 î.Hr.)
- Eurycratides (615-590 î.Hr.)
- Leon (590-560 î.Hr.)
- Anaxandridas (560-520 î.Hr.)
- Cleomenes I (520-490 î.Hr.)
- Leonidas I (490-480 î.Hr.) - eroul de la Termopile
- Pleistarchos (480-459 î.Hr.)
- Pleistonax (459-408 î.Hr.)
- Pausanias (408-395 î.Hr.)
- Agesipolis I (395-380 î.Hr.)
- Cleombrotos I (380-371 î.Hr.)
- Agesipolis II (371-370 î.Hr.)
- Cleomenes II (370-309 î.Hr.)
- Areos I (309-265 î.Hr.)
- Acrotatos  (265-262 î.Hr.)
- Areos II (262-254 î.Hr.)
- Leonidas II (254-235 î.Hr.)
- Cleomenes III (235-222 î.Hr.)
- Agesipolis III (219-215 î.Hr.)

## Familia Eurypontizilor
- Charillos (775-750 î.Hr.)
- Nicander (750-720 î.Hr.)
- Theopompos (720-675 î.Hr.)
- Anaxandridas I (675-645 î.Hr.)
- Zeuxidamos (645-625 î.Hr.)
- Anaxidamos (625-600 î.Hr.)
- Archidamos I (600-575 î.Hr.)
- Agesicles (575-550 î.Hr.)
- Ariston (550-515 î.Hr.)
- Demaratos (515-491 î.Hr.)
- Leotychidas I (491-469 î.Hr.)
- Archidamos II (469-427 î.Hr.)
- Agis I (427-399 î.Hr.)
- Agesilaos I (399-360 î.Hr.)
- Archidamos III (360-338 î.Hr.)
- Agis II (338-331 î.Hr.)
- Eudamidas I (331-305 î.Hr.)
- Archidamos IV (305-275 î.Hr.)
- Agis III (275-241 î.Hr.)
- Eudamidas II (241-228 î.Hr.)
- Archidamos V (228-227 î.Hr.)
- Eucleidas (227-221 î.Hr.)
- Licurg (219-212 î.Hr.)
- Pelopos (212-200 î.Hr.)
- Nabis (195-192 î.Hr.)